# Pleuridium laxirete
Pleuridium laxirete là một loài rêu trong họ Ditrichaceae. Loài này được Broth. ex G. Roth mô tả khoa học đầu tiên năm 1914.